# Leslie Bovee
Leslie Bovee (1º maggio 1949) è un'ex attrice pornografica statunitense.

## Biografia
Nel 1975 inizia ad avvicinarsi al mondo del porno come attrice, girando come prima scena Carnal Haven. Durante la sua carriera, conclusasi nel 1982, ha preso parte ad alcuni film con Vanessa del Rio, John Holmes, Gloria Leonard e Annette Haven.
Dal 1987 fa parte della Hall of Fame degli XRCO.

## Riconoscimenti
- XRCO Award
  - 1987 – Hall of Fame[4]

## Filmografia
- Carnal Haven, regia di Carlos Tobalina (1975)
- C.B. Mamas, regia di Artie Mitchell & Jim Mitchell (1976)
- Femmes de Sade, regia di Alex de Renzy (1976)
- One of a Kind, regia di Carlos Tobalina (1976)
- Baby Rosemary, regia di John Hayes (1976)
- Easy Alice, regia di Joey Silvera (1976)
- Tapestry of Passion, regia di Alan Colberg (1976)
- Eruption, regia di Sam Norvell (1977)
- Vieni... vieni con me... (Lustful Feelings), regia di Kemal Horulu (1977)
- A Coming of Angels, regia di Joel Scott (1977)
- SexWorld, regia di Anthony Spinelli (1977)
- Brivido erotico (Maraschino Cherry), regia di Radley Metzger (con lo pseudonimo "Henry Paris") (1978)
- Supertilt (MisBehavin'), regia di Chuck Vincent (1978)
- Senator's Daughter, regia di Don Flowers (1978)
- The Disco Dolls in Hot Skin, regia di Stephen Gibson (1978)
- I porno incontri (Sensual Encounters of Every Kind), regia di Richard Kanter (1978)
- Take off - e ora spogliati (Take Off), regia di Armand Weston (1978)
- The Ecstasy Girls, regia di Gary Graver (1979)
- Love You!, regia di John Derek (1979)
- New York Babes, regia di Bobby Hollander (1979)
- Little Blue Box, regia di Don Walters (1979)
- Regal Collection - 618: Four in Heat (1980) - cortometraggio
- Blue Ecstasy in New York, regia di Kemal Horulu (1980)
- Champagne for Breakfast, regia di Chris Warfield (1980)
- Games Women Play, regia di Chuck Vincent (1980)
- Sugar Britches, regia di Thomas Marker (1981)
- Starlet Nights, regia di Joseph Bardo (1982)
- Lesllie Bovee's Fantasies (1982)